# Emma av Altdorf
Emma av Altdorf, också kallad Hemma, född 808, död 31 januari 876, var en drottning av Östfrankiska riket och Bayern; gift i Regensburg 827 med kung Ludvig den tyske.

## Biografi
Hon var dotter till greve Welf I och Hedvig av Bayern och syster till Judith av Bayern.
Emma beskrivs som anmärkningsvärd modig och begåvad. Hon omtalas särskilt för att hon ledde en armé mot furst Adelchis av Benevento, som hade gjort uppror mot hennes man och som hon besegrade. Det sägs samtidigt att hon inte gjorde något gott intryck i Italien, där hon uppfattades som alltför högmodig. Hon fick 833 Obermünster kloster i Regensburg av maken som personlig förläning.